# Fuentelespino de Moya
Fuentelespino de Moya est une municipalité espagnole de la province de Cuenca, dans la région autonome de Castille-La Manche.